# لا وگا (کوندینامارکا)
لا وگا (انگلیسی: La Vega, Cundinamarca) نام شهری در کشور کلمبیا است.